# Rinorea oubanguiensis
Rinorea oubanguiensis är en violväxtart som beskrevs av Tisserant. Rinorea oubanguiensis ingår i släktet Rinorea och familjen violväxter. Inga underarter finns listade i Catalogue of Life.